# Agrophaspidium minutum
Agrophaspidium minutum är en tvåvingeart som beskrevs av Wheeler och Julia J. Mlynarek 2008. Agrophaspidium minutum ingår i släktet Agrophaspidium och familjen fritflugor. Inga underarter finns listade i Catalogue of Life.